# Primero de Diciembre
Primero de Diciembre är en ort i Mexiko.   Den ligger i kommunen Huixtla och delstaten Chiapas, i den sydöstra delen av landet, 800 km sydost om huvudstaden Mexico City. Primero de Diciembre ligger 1 036 meter över havet och antalet invånare är 102.
Terrängen runt Primero de Diciembre är kuperad åt nordost, men åt sydväst är den bergig. Runt Primero de Diciembre är det ganska tätbefolkat, med 111 invånare per kvadratkilometer. Närmaste större samhälle är Huixtla, 14,5 km söder om Primero de Diciembre. I omgivningarna runt Primero de Diciembre växer i huvudsak städsegrön lövskog.